# Rakonitz–Protivíner Bahn
A Rakonitz–Protivíner Bahn, vagy Rakonitz–Protivíner Staatsbahn vasútvonal volt a mai Csehország területén, mely abban az időben az Osztrák–Magyar Monarchia része volt. Eredetileg a  Böhmischen Südwestbahn Liebenau – Kuschwarda szakaszának egy részét képezte.
A Rakonitz–Protivíner Bahn két részben készült el: a déli szakaszt Zdic-tól Protivín-ig  1875. december 20-án, az északi szakaszt Rakonitz-tól  Beroun-ig 1876. április 30-án nyitották meg.

## Fordítás
- Ez a szócikk részben vagy egészben  a   Rakonitz–Protivíner Bahn című német Wikipédia-szócikk fordításán alapul.  Az eredeti cikk szerkesztőit annak laptörténete sorolja fel. Ez a jelzés csupán a megfogalmazás eredetét és a szerzői jogokat jelzi, nem szolgál a cikkben szereplő információk forrásmegjelöléseként.